# Peter Henkes
Peter Henkes (* 27. Juli 1962) ist ein ehemaliger deutscher Fußballspieler.

## Karriere
Der 1,80 m große Mittelfeldspieler absolvierte in der Saison 1986/87 insgesamt 24 Spiele für den FSV Salmrohr in der 2. Fußball-Bundesliga. Mit dem FSV Salmrohr wurde er zudem Deutscher Amateurmeister 1990. Er spielte außerdem noch für die Eisbachtaler Sportfreunde und beim VfR 19 Limburg.
Nach dem Ende seiner Spielerkarriere arbeitete Henkes als Vereinstrainer im Amateurbereich. Stationen waren unter anderem die SG Horressen/Elgendorf, der Kreisoberligist SV 1911 Elz (2009–2010), die SG Hausen/Fussingen/Lahr (2010–2012) in der Verbands- und Gruppenliga sowie die SG Siershahn (2012). Der seit Januar 2014 als Trainer agierende Peter Henkes des A Kreisligisten VfR Niedertiefenbach beendet sein Traineramt zur Saison 2016/17 und übernimmt die erste Mannschaft der SG Unterwesterwald aus Dreikirchen, Niedererbach, Nomborn und Görgeshausen in der Kreisliga B-Süd Westerwald/Wied.